# جوان إي. والش
جوان إي. والش (بالإنجليزية: Joan E. Walsh)‏ هي رياضياتية بريطانية، ولدت في 7 أكتوبر 1932، وتوفيت في 30 ديسمبر 2017.